# Élections municipales de 1999 à Barcelone
Les élections municipales espagnoles ont eu lieu le 13 juin 1999 à Barcelone.